# 増茂るるこ
増茂 るるこ（ましも るるこ、1991年12月10日 - ）は、東京都出身の女子競輪選手。日本競輪選手会東京支部所属。日本競輪学校（当時。以下、競輪学校）第102期（ガールズケイリン第1期）生。ホームバンクは立川競輪場、師匠は佐久間仙行（62期）。東京女子体育大学卒業。

## 来歴
東京都立東久留米総合高等学校を経て東京女子体育大学（東女体大）に進学。競輪場でのアルバイト中、周りの人に勧められたことがきっかけとなり、競輪学校を受験し合格。その後は在籍中の東女体大を休学して競輪学校に入校。競輪学校時代の在校競走成績は第10位（9勝）。なお、大学は競輪学校を卒業後に復学し、その後は競輪と学業とを並行させながら無事卒業した。
2012年7月1日、平塚競輪場でデビューし2着。初勝利は同年7月14日の松戸競輪場。そして初優勝は同年9月7日の松戸で挙げた。同年10月23日、同年12月28日に開催予定の第1回ガールズグランプリ出場選手として選出された（結果5着）。
ガールズグランプリ出場は第1回のみ、ほかガールズケイリンコレクションも出場は1回のみ、通常開催での優勝も長らく途絶えてはいるが、長きにわたり安定した成績を残しており、デビューから10年が経過するが競走得点は50点台前半を維持している。